# Budanje
Budanje so vas, ki leži ob vznožju gore Kovk, nad cesto Ajdovščina-Vipava in pod cesto Ajdovščina-Col v Občini Ajdovščina, na najbolj vetrovnem delu Vipavske doline. So druga največja vas v Zgornji Vipavski dolini za Lokavcem.
Na južni strani vas meji na Dolenje in Planino, na vzhodni strani na Duplje, Vrhpolje in Col, na severni strani na Gozd ter na zahodni strani na Žapuže in Dolgo Poljano.
V Budanjah prebiva cestni kolesar Kristijan Koren, iz vasi izvira tudi glasbena skupina Big Bibls Brothers Band. V vasi so se rodili še: zgodovinar in narodopisec Janko Barle (1869-1941), finančni strokovnjak Josip Ferjančič (1885-1960), agronom Vinko Sadar (1897-1970) in raziskovalec zgodovine živinozdravstva Anton Stefančič (1896-1972).

## Zgodovina
Najstarejša znana pisna omemba Budanj sega v leto 1499. Takrat je bila v vipavskem urbarju omenjena vas, njeni prebivalci in cerkev sv. Nikolaja kot "sand Niclas chirchen zu Boldanach". Prva naselitev na območju vasi je še starejša, saj so arheologi na območju imenovanem Pod Goričico našli ostanke prazgodovinske naselbine.
Kot večina primorskih vasi so tudi Budanje v zadnjih 150 letih bile del Avstro-Ogrske, Kraljevine Italije, Nacistične Nemčije in SFR Jugoslavije, kar je pustilo določene kulturne posledice (npr. na narečju).

### Etimologija
Obstajata dve teoriji o izvoru imena Budanje. Po prvi naj bi ime dobile po ogrskem plemiču Budi, ki naj bi nekaj časa živel v najstarejšem zaselku Brithu, po drugi pa naj bi se ime razvilo iz imena Vodanje, ki naj bi ga vas dobila zaradi svojih treh potokov; Šumljaka, Zalega potoka in Grabna (zanega tudi kot Stegovnik ali Dupeljski potok).

### Tradicija

#### Metličarstvo
Budanjci so si vzdevek metličarji zaslužili z izdelavo sirkovih krtač in metlic. Z njimi so si majhni kmetje in bajtarji, ob številnih drugih rokodelskih dejavnostih, prislužili dodaten denar za preživetje. To rokodelsko dejavnost so pred leti oživili iz skorajšnje pozabe in danes je metlica simbol vasi.

#### Petje
V vasi deluje 6 vokalnih sestavov: Mešani cerkveni pevski zbor, Otroški in mladinski cerkveni pevski zbor, Otroški pevski zbor podružnične osnovne šole Budanje, Vokalna skupina Grlica, Tercet AMI ter Vokalna skupina Šumljak. Leta 2004 je izšla knjižica Pesem je zaklad v kateri so domačini popisali in posneli ljudske pesmi lokalnega izvora. Sledili sta še knjižici Tudi pesnik je zaklad (2014) in Tudi pevec je zaklad (2017).

#### Sadjarstvo in vinogradništvo
V Budanjah imata sadjarstvo in vinogradništvo že dolgo tradicijo, saj so budanjske marelice, češnje, hruške in grozdje včasih v jerbasih romali do Gorice, Ljubljane, Trsta in Idrije. Budanjci sadja niso zgolj pridelovali, pač pa so ga najbolj podjetni že na začetku 19. stoletja odkupovali po vsej Vipavski dolini ter ga nato na mulah in oslih tovorili v Ljubljano. Sadje je bilo zloženo v posebne škatle ovalne oblike s pokrovi, ki so jih izdelovali Ribničani. Pokrovi so bili žigosani z začetnicami lastnika in hišno številko. Tako se je budanjskih trgovcev oprijelo ime škatlarji.
Zaradi aromatične sorte imenovane budanjska marelica so Budanje znane tudi kot dežela marelic.

## Zaselki
V Budanjah je 13 zaselkov, ki so predcej razpršeni. Imenujejo se:
- Avžlak (na cesti proti Colu)
- Brith (najstarejši zaselek)
- Kodelska
- Curkovska
- Žgavska
- Krašnovska
- Severska
- Kranjčevska
- Pirčevska
- Grapa
- Perovce (najnovejši zaselek)
- Šumljak
- Log.

## Šola in vrtec
Na zaselku Pirčevska je podružnična osnovna šola, ki jo obiskujejo tudi otroci iz Dolge Poljane. Pouk od 6. razreda naprej se nadaljuje na Osnovni šoli Šturje. V pritličju šole deluje tudi oddelek Otroškega vrtca Ajdovščina.

## Športni objekti
Nad zaselkom Brith se nahaja Športni park Ravne, kjer so igrišča za futsal, košarko in odbojko, nad njimi pa je še balinišče, otroško igrišče in brunarica. Ob športnem parku se nahaja tudi lokostrelsko strelišče ekipe Budanjski lokostrelci.
Poleg podružnične šole se nahaja telovalnica, ki se uporablja v šolske namene, za kulturna srečanja, rekreacijo in zimsko lokostrelstvo.
Nad Budanjami, pri vrhu hriba Kovka se nahaja lahko dostopno padalsko in zmajarsko vzletišče. Pristajališče se nahaja na polju poleg Picerije Anje, med Budanjami in Dolgo Poljano.

## Cerkve
Župnijska cerkev je posvečena svetemu Nikolaju, manjša podružnična cerkev je posvečena svetemu Ahacu. Velika romarska cerkev, ki se nahaja v Logu je posvečena Mariji Tolažnici žalostnih in spada pod vipavsko župnijo. V zaselku Brithu stoji tudi srednjeveška cerkev sv. Nikolaja, ki je bila po izgradnji nove, leta 1904 prodana privatniku v gospodarske namene. V njej je ostalo nekaj močno poškodovanih fresk.

## Dogodki

### Summer Spark Festival
V Športnem parku Ravne je vsako leto (od 2015) v avgustu prirejen enodnevni festival elektronske glasbe imenovan Summer Spark Festival. Nastal je na pobudo lokalne skupnosti, ki je v okolici pogrešala podoben dogodek.

### Pohod na Kovk
Lokalna krajevna skupnost vsako leto, zadnjo nedeljo v avgustu od leta 1986 organizira tradicionalni pohod na bližnji hrib Kovk (natančneje Sončnico). Z začetkom leta 2005 se je nekaj časa istočasno organiziral tudi gorski tek.

## Podnebje
- Povprečna poletna temperatura: 25 °C
- Povprečna zimska temperatura: 5 °C
- Število sončnih dni na leto: 300
- Število deževnih dni na leto: 50[6]

## Galerija
- Pogled na Budanje in hrib Kovk nad njimi, leta 1958.
- Spomenik madžarskemu vojaku v zaselku Log.
- Pogled s padala nad hribom Kovkom proti Čavnu.